# 維他奶國際

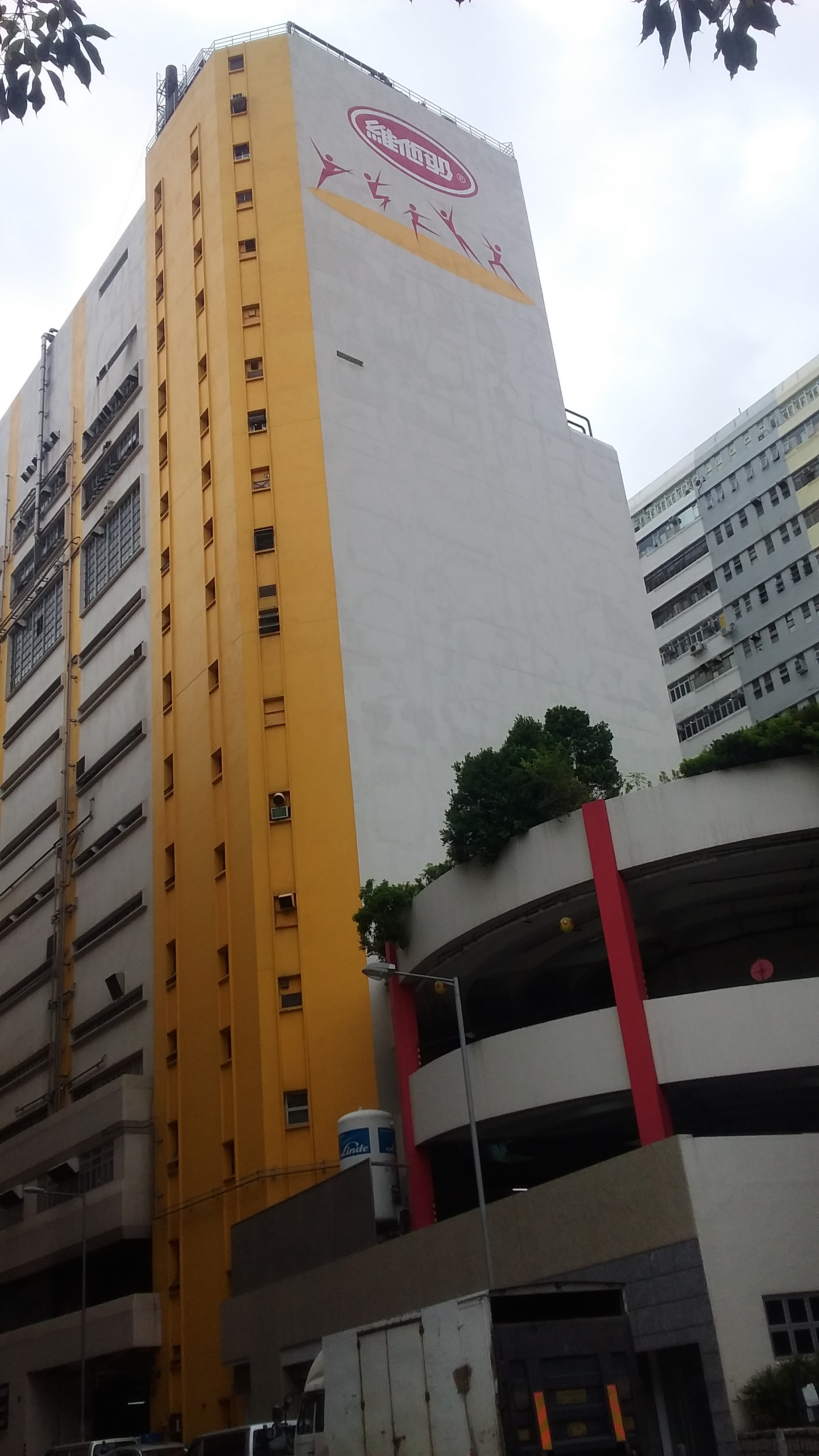
維他奶總部

維他奶國際（港交所：0345），全稱維他奶國際集團有限公司（英語：Vitasoy International Holdings Ltd.），是一間飲料製造公司。其產品主要為豆奶飲料品牌「維他奶」，以及「維他」旗下茶類飲品、果汁、牛奶。其總部設於香港，自稱「為香港一間專注植物飲品及食品的生產及分銷商」。此外，維他奶國際以「維他天地」之名向全港中小學食物部之營運及管理服務，及以「香港美食」之名向全港中小學提供膳食服務及餐飲到會服務。

## 歷史

### 創辦
維他奶國際前身是香港荳品有限公司（The Hong Kong Soya Bean Products, Co., Ltd.，下稱荳品公司），於1940年創辦，創業時共有5名股東，包括發明維他奶、佔三份一股權以上的羅桂祥、第二大股東邵蔚明和佔少數股份的關炎初、陳南昌及陳春霖。荳品公司首家工廠位於香港島銅鑼灣記利佐治街231地段，是向卜內門租用的貨倉地，剛好位於競爭對手「大公司」的對面，當時規模細小，羅桂祥與其他股東均為兼職身份，工廠由羅桂祥的九弟羅芳祥全職打理。當時唯一產品維他奶於1940年4月3日開始發售。
1945年香港重光後，羅桂祥回港召集股東安排復業，並從「敵人產業監管處」領回廠房，時任監管處的主任是羅桂祥港大同屆同學簡悅強，其家族企業東亞銀行日後成為荳品公司的主要信貸銀行之一，而簡亦於1961年成為荳品公司董事局成員之一。戰後首次董事局會議通過短期恢復生產的決議，並接納羅桂祥在公司全職服務。董事局耗資3萬港元重修廠房機器及增聘人手，維他奶工廠才能夠恢復生產。
1948年底，荳品公司籌措20萬港元購入香港仔黃竹坑3萬平方英呎地皮自建現代化廠房，但維他奶繼續在銅鑼灣舊廠生產至1953年租約期滿，才遷進加建多一層的黃竹坑新廠。

### 代理其他飲品
1950年荳品公司從牛奶公司手上取得美國綠寶橙汁的代理權，當時牛奶公司以「Green Spot」品牌銷售鮮橙汁，沒有中文名稱，一般華人稱之為「大公司鮮橙汁」，綠寶母公司要求牛奶公司以汽水形式生產不果而另覓代理，羅桂祥適逢其會取得代理權，並為品牌命名為「綠寶」。同年6月樓高兩層的黃竹坑新廠落成投產，設置價值6萬美元的全新汽水生產線，每分鐘可生產50瓶，專門生產綠寶橙汁汽水。代理綠寶橙汁促使荳品公司規模大幅擴大，其代理協議是將維他奶與綠寶橙汁一同放在「水車」（百福3噸半貨車）上外出進行推銷。
1957年荳品公司與綠寶橙汁代理合約亦告屆滿，同年3月正式停產，轉而代理百事可樂，由於耗用資金龐大，荳品公司除多次發行新股籌集資金外，更需要向東亞銀行及大新銀行舉債渡過難關，首三年導致公司出現大幅虧損，有員工歸咎推出日期（6月6日）不吉利。但代理百事卻為公司引入現代化的分區推銷制度，所有銷售員工需要接受百事總公司的嚴格訓練及監管。
1962年，荳品公司推出第二款口味的維他奶——麥精維他奶，同年於九龍觀塘工業區興建新廠房。

### 發展其他品牌
1976年，荳品公司創立第二個品牌「維他」，推出一系列果汁飲品，其後又於1978年及1979年推出菊花茶及檸檬茶等飲品。
1987年，荳品公司新界屯門廠房落成，並成為集團總部。1991年，荳品公司以「維他天地」之名向全港中小學食物部之營運及管理服務。

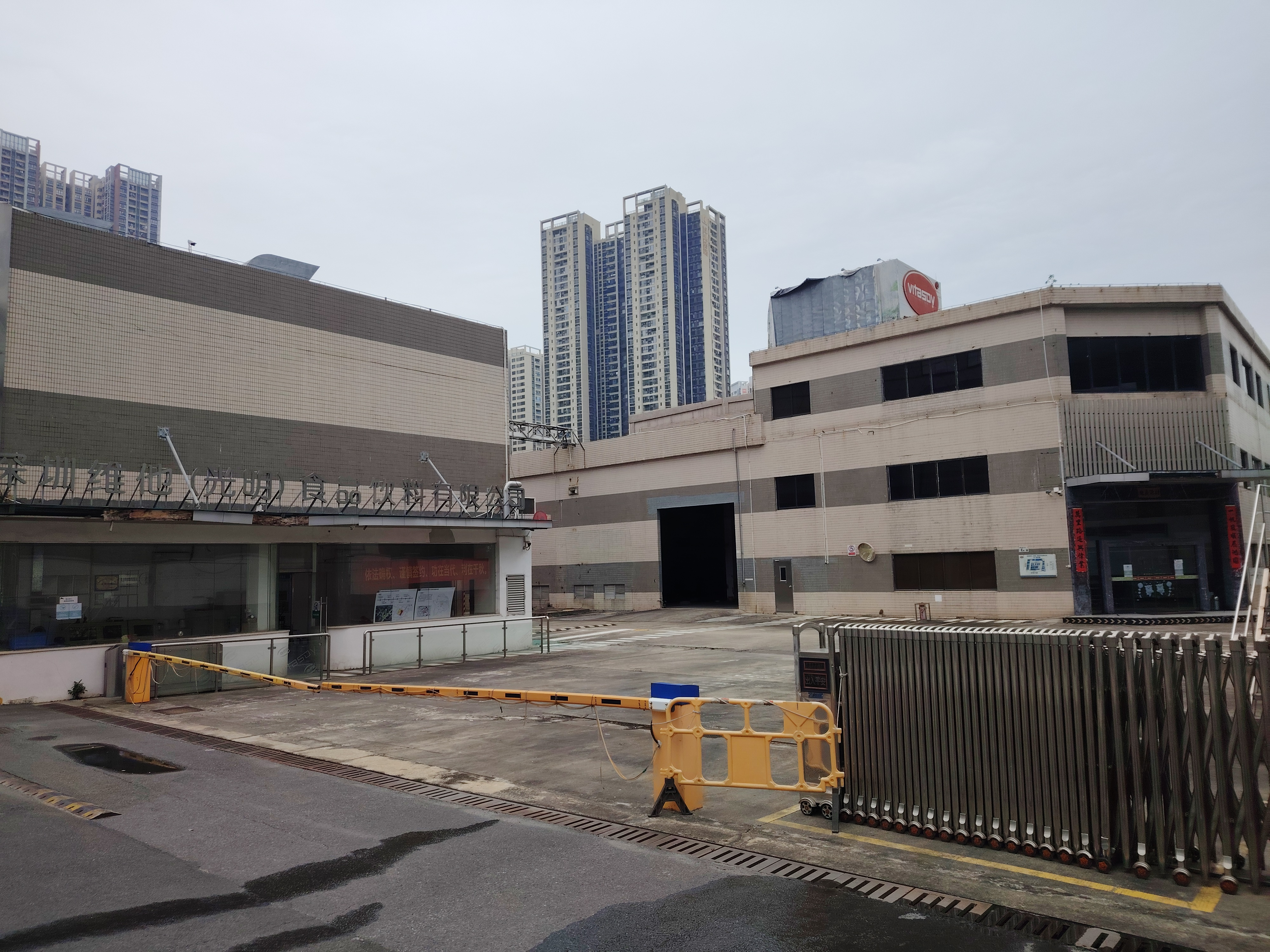
已停产的维他奶深圳光明工厂

1994年3月30日，荳品公司以「維他奶國際集團有限公司」（下稱維他奶國際）名義正式在香港聯合交易所上市，首天股價約1.5港元。同年，維他奶國際於中國廣東省深圳市光明农场的廠房正式投產，成為香港境外首家廠房（该厂房已于2019年停产），及後於1998年在上海的廠房投產。2001年，維他奶國際以「香港美食」之名向全港中小學供膳食服務及提供餐飲到會服務。

## 產品

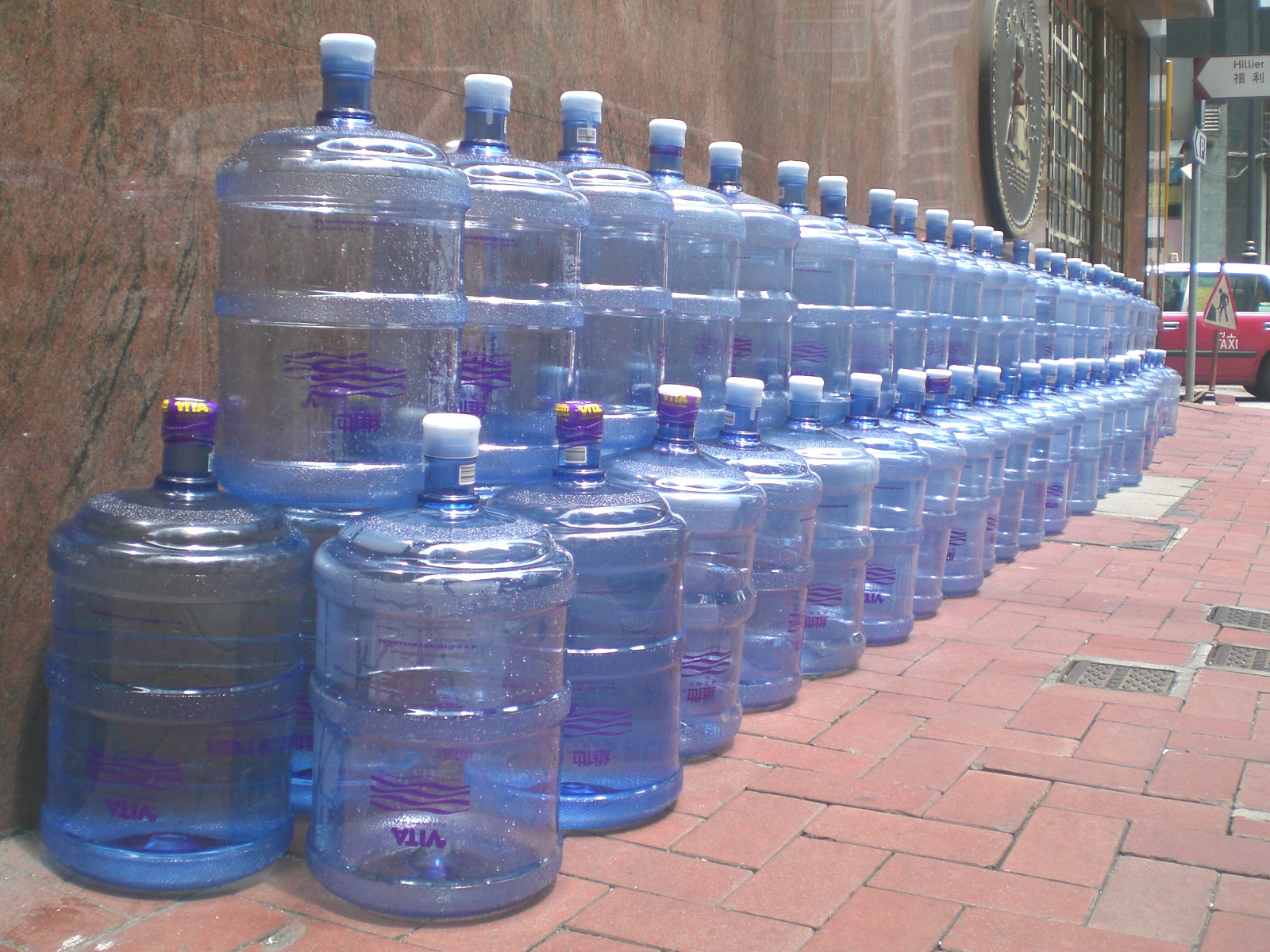
維他蒸餾水

- 維他奶：參見維他奶#產品
- 維他：參見維他#產品

### 已停產產品
- 維他奶豆腐花粉（1960、1970年代）
- 薄荷朱古力維他奶（1988年推出，250毫升盒裝，深啡色，印有方格朱古力和薄荷葉圖案）
- 維他咖啡（1992年推出）
- 木瓜味、香蕉味牛奶飲品（1996年推出）
- 香芋味豆奶（2006年8月推出）
- 維他汽水（可樂、白檸、忌廉、橙梳打）

## 爭議

### 员工襲警後自杀身亡事件
2021年7月1日，一名男性在銅鑼灣崇光百貨對開，揮刀插向一名男警背部後，再用利刀自刺心臟自杀身亡。後證實疑兇50歲，名為梁健輝，為時任香港採購部主任。
事件發生後，一則題為「有關一位同事於事件中身故」、「致各員工」、頂部標有「維他奶國際集團有限公司」商標的內部通告在網上流傳。該則通告認為該同事「不幸逝世」，又重申「向健輝的家人致以最深切的慰問」，引發部分網民不滿，称集團涉嫌支持恐怖份子，並在新浪微博等網站上呼吁抵制其旗下產品。中國區維他檸檬茶代言人龔俊、維他奶代言人任嘉倫隨即宣布終止與維他奶品牌的合作。龔俊更透過公司發表聲明，認為「我司以及龔俊先生堅決抵制一切形式的暴力、恐怖等極端行為，堅決維護社會穩定和祖國利益。對任何暴力以及支持暴力的行為始終堅持零容忍態度」。
李振寧於新浪微博直播期間飲用了維他奶的產品，被網友評論提醒「不要喝」「維他奶港獨」，便隨即將該產品扔進垃圾桶。
7月3日凌晨，維他奶在官方微博刊出聲明，表示「集團全力支持香港當局根據港區國安法對事件進行全面調查」。7月3日中午，維他奶集團再在微博發布聲明，稱7月1日網上流傳有關襲警案疑兇梁健輝的內部文件「是由一位員工私下撰寫並內部轉發，未經授權，也沒有遵從維他奶集團內部審批流程，措辭極為不當，涉事員工個人撰寫的內容本來不應該公開，更不應在公司內部發佈」。受此次事件影响，中国大陆部分超市将维他奶集团旗下产品作下架处理。
到7月5日，網上流傳一份維他奶內部通告，維他奶國際集團香港區人力資源總監已離職，香港區職責由首席人力資源總監兼任。当天，维他奶股价在香港股市低开10%，随后跌幅扩大，一度跌15%，中午收报港币26元，跌11.6%，成交额8.09亿元。截至下午2时，该公司的股价报25.8元，市值蒸發36.8億元。之後公司收到炸彈恐嚇，聲稱要在屯門廠房引爆炸彈，怀疑是支持警察的人不满维他奶而作出的恐嚇，案件列「刑事恐嚇」，暫未有人被捕。
7月6日下午，新浪微博流傳維他奶執行主席羅友禮向全體員工發內部信，指出「襲警事件是公然挑戰法律的嚴重違法暴力行為」，違背了公司核心價值，又指已辭退私自發內部通告的員工，此舉卻又得罪一些香港市民，認為維他奶公司將出信的行為完全推卸給員工是不負責任，直指維他奶連慰問都容不下。
11月25日，维他奶集团公布截至2021年9月底止中期业绩，受中國大陸抵制风波影响，公司净利润同比下降95.12%。
2022年3月16日，维他奶集团旗下“维他”品牌在其大陆地区官方公众号“维他Vita互动平台”上宣布维他奶品牌成功入选“CCTV民族匠心品牌”。但因2021年铜锣湾刺警案的事后风波影响，该则消息引发中国大陆网友不满，随后维他品牌撤回在官方公众号发布的宣传稿。

## 官方網站
- 維他奶集團網站 （页面存档备份，存于）
- 維他奶集團的Facebook專頁
- 維他奶飲料網站 （页面存档备份，存于）
- 維他奶飲料的Facebook專頁